# 伊凡·阿森一世

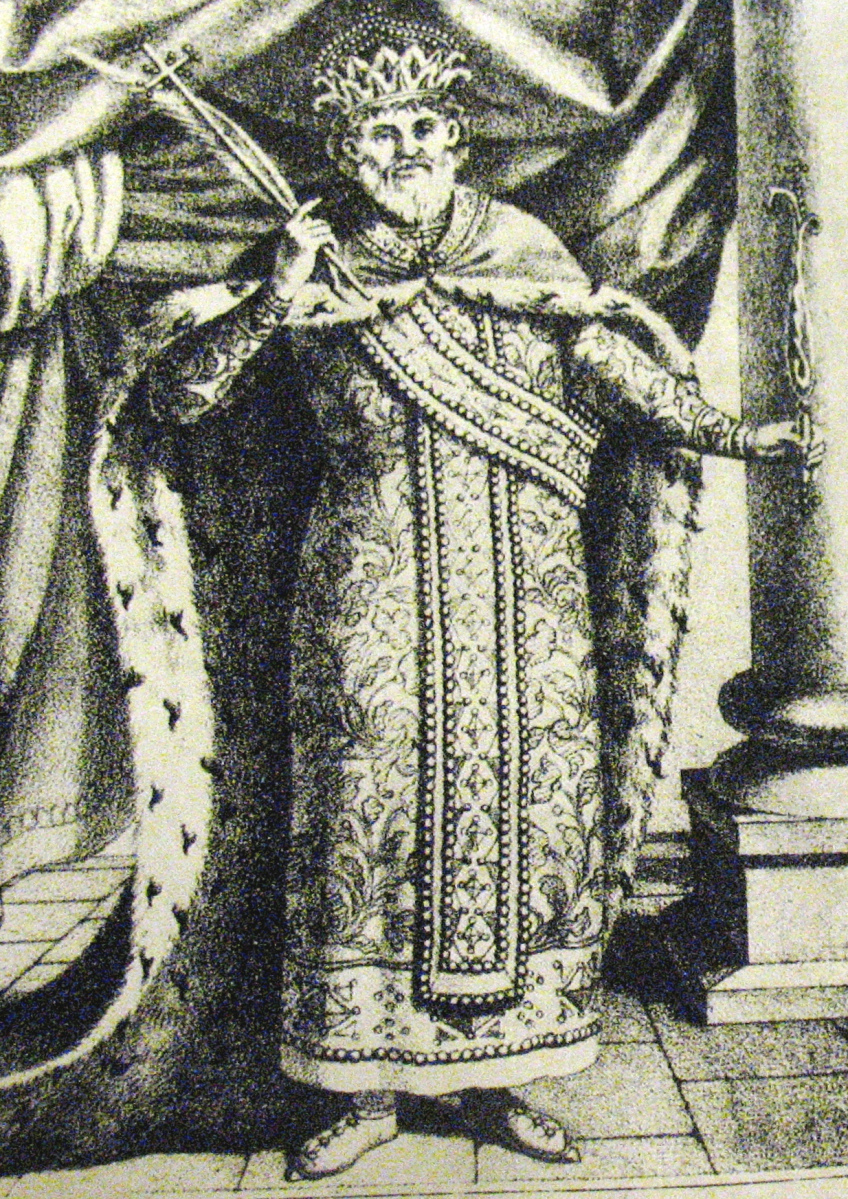
伊凡·阿森一世

伊凡·阿森一世（？—1196年）是保加利亚帝国的沙皇。在位期间为1187/1188–1196年。
伊凡·阿森一世是第诺伐的一个富裕牧羊人的儿子。1185年末，利用拜占庭帝国内乱之机，与其兄弟彼得·亚森一道在保加利亚东北部发动反拜占廷统治的起义，广大农民和市民踊跃参加，并且得到波洛伏齐人和罗斯人的支持。消灭了东部各城市的拜占庭驻军，又打败拜占庭皇帝伊萨克二世的三次亲征，终于摆脱拜占庭的统治，建立保加利亚第二帝国。1187年/1188年，伊凡·阿森一世登上皇位，在第诺伐加冕称帝。他与他的兄长彼得成为帝国共主。
彼得和伊凡起兵反抗拜占庭，因此遭到镇压，最后打赢了战争，1187年，迫使拜占庭承认保加利亚独立并签订和约。伊凡的妻子埃列娜在之前拜占庭围攻洛维奇城堡的战斗中因一次伏击被拜占庭俘虏，伊凡派弟弟卡洛扬去拜占庭都城君士坦丁堡为人质换回埃列娜。